# 宋留
宋留（前3世纪—前208年），铚（今安徽宿州市西南）人，秦末农民战争领袖陈胜之部将。
前209年，宋留参加陈胜起义。陈胜在陈县建“张楚”政权后，派诸将分兵略地，派遣宋留率兵迂回西攻南阳（治今河南南阳）。南阳既定，为打开秦廷重要门户之武关创有利条件，但未能进入武关。陈胜兵败身死后，宋留由于孤军深入，南阳失守，为秦军夺去。宋留东撤退兵至新蔡，与秦军作战失败，投降秦军。秦二世下令将宋留解送至咸阳，被车裂而死。